# Palazuelos de Muñó
Palazuelos de Muñó est une commune d'Espagne dans la communauté autonome de Castille-et-León, province de Burgos. Elle s'étend sur 8,691 km2 et comptait environ 61 habitants en 2011.